# 周菲利浦
周菲利浦（英語：Phillip Chew，1994年5月16日—），美國男子羽毛球運動員。

## 簡歷
周菲利浦為美國加州橙縣羽毛球俱樂部的創辦人周森泉的孫兒，自小獲得俱樂部重點栽培，弟弟周賴恩也是羽球選手。
2010年4月，周菲利浦出战加拿大羽毛球國際挑戰賽，在男双决赛以0比2（13-21、10-21）不敌赛会头号种子、荷兰的鲁德·博世/科恩·雷德，赢得亚军。
2012年9月，周菲利浦分别与萨塔瓦特·庞拉尔莱特以及杰米·苏班迪出战巴西羽毛球國際賽，在男双决赛以0比2（14-21、14-21）不敌赛会头号种子、马来西亚的顏德財/王順福，赢得亚军；而混双决赛以2比0（21-19、21-16）击败了巴西的乌戈·亚瑟索/法比安娜·席尔瓦，夺得其首个国际赛冠军。同年10月，他代表美国参加秘魯利馬出战泛美洲羽毛球錦標賽，在率先进行的团体赛，美国队赢得亚军；而与杰米·苏班迪的混双準决赛以1比2（21-14、10-21、18-21）不敌赛会头号种子、加拿大的吳楷義/亞歷山德拉·布魯斯，赢得美锦赛季军。
2013年4月，周菲利浦分别与萨塔瓦特·庞拉尔莱特以及杰米·苏班迪出战秘魯羽毛球國際賽，在男双决赛以0比2（18-21、11-21）不敌赛会3号种子、荷兰的鲁德·博世/科恩·雷德，赢得亚军；而混双决赛以1比2（12-21、25-23、17-21）不敌赛会2号种子、加拿大的吳駿義/高博，赢得亚军。同年8月，他參加中國廣州舉行的世界羽毛球錦標賽，在比賽首日與杰米·苏班迪出戰混合雙打項目，首圈就以0比2（10-21、16-21）負於韓國的申白喆/嚴惠媛出局；次日，他又與萨塔瓦特·庞拉尔莱特出戰男子雙打項目，也在首圈以1比2（14-21、21-13、10-21）負於馬來西亞的查基利阿都拉迪夫/法鲁兹祖安出局。同年10月，他分别与萨塔瓦特·庞拉尔莱特以及杰米·苏班迪出战巴西羽毛球國際賽，在男双决赛以2比1（12-21、21-13、21-15）击败了赛会2号种子、巴西的乌戈·亚瑟索/亚历克斯·汤，赢得冠军；而混双决赛以2比0（21-13、21-19）击败了跨国组合的（中華台北：楊智勛/加拿大：李文珊），赢得冠军。
2015年8月，周菲利浦參加印尼雅加達舉行的世界羽毛球錦標賽，與杰米·苏班迪合作出戰混合雙打項目，首圈就以0比2（20-22、22-24）不敵加拿大的吳駿義/亚历山德拉·布鲁斯出局。

### 2016年 里约奥运未出线
2016年8月， 周菲利浦代表美国出戰巴西里約熱內盧舉行的奥林匹克运动会羽毛球比賽混合双打項目，與杰米·苏班迪以15號種子身分出戰。在小組賽階段中，连续三场落败于韩国的高成炫/金荷娜、日本的數野健太/栗原文音和荷兰的雅高·阿伦斯/塞莱娜·皮克，最终未能以小组资格出线。

## 主要比賽成績
只列出曾進入準決賽的國際賽事成績：
| 年份   | 賽事                         | 公開賽級別 | 項目     | 拍檔                | 成績   |
| ------ | ---------------------------- | ---------- | -------- | ------------------- | ------ |
| 2009年 | 聖多明哥羽毛球公開賽         | 國際系列賽 | 男子雙打 | 哈林·哈里恩多       | 亞軍   |
| 2009年 | 波多黎各羽毛球國際賽         | 國際挑戰賽 | 男子雙打 | 哈林·哈里恩多       | 亞軍   |
| 2010年 | 加拿大羽毛球國際挑戰賽       | 國際挑戰賽 | 男子雙打 | 哈林·哈里恩多       | 亞軍   |
| 2012年 | 泛美洲青年羽毛球錦標賽       | 其他       | 混合團體 | －                  | 冠軍   |
| 2012年 | 泛美洲青年羽毛球錦標賽       | 其他       | 男子雙打 | Jeffrey Kuo         | 冠軍   |
| 2012年 | 泛美洲青年羽毛球錦標賽       | 其他       | 混合雙打 | 王苑力              | 冠軍   |
| 2012年 | 巴西羽毛球國際賽             | 國際挑戰賽 | 男子雙打 | 萨塔瓦特·庞拉尔莱特 | 亞軍   |
| 2012年 | 巴西羽毛球國際賽             | 國際挑戰賽 | 混合雙打 | 杰米·苏班迪         | 冠軍   |
| 2012年 | 泛美洲羽毛球錦標賽           | 其他       | 混合團體 | －                  | 亞軍   |
| 2012年 | 泛美洲羽毛球錦標賽           | 其他       | 混合雙打 | 杰米·苏班迪         | 季軍   |
| 2013年 | 秘魯羽毛球國際賽             | 國際挑戰賽 | 男子雙打 | 萨塔瓦特·庞拉尔莱特 | 亞軍   |
| 2013年 | 秘魯羽毛球國際賽             | 國際挑戰賽 | 混合雙打 | 杰米·苏班迪         | 亞軍   |
| 2013年 | 巴西羽毛球國際賽             | 國際挑戰賽 | 男子雙打 | 萨塔瓦特·庞拉尔莱特 | 冠軍   |
| 2013年 | 巴西羽毛球國際賽             | 國際挑戰賽 | 混合雙打 | 杰米·苏班迪         | 冠軍   |
| 2013年 | 泛美洲羽毛球錦標賽           | 其他       | 混合團體 | －                  | 亞軍   |
| 2014年 | 秘魯羽毛球國際賽             | 國際挑戰賽 | 男子雙打 | 萨塔瓦特·庞拉尔莱特 | 準決賽 |
| 2014年 | 危地馬拉羽毛球國際賽         | 國際挑戰賽 | 男子雙打 | 萨塔瓦特·庞拉尔莱特 | 準決賽 |
| 2014年 | 危地馬拉羽毛球國際賽         | 國際挑戰賽 | 混合雙打 | 杰米·苏班迪         | 亞軍   |
| 2014年 | 悉尼羽毛球國際賽             | 國際挑戰賽 | 男子雙打 | 萨塔瓦特·庞拉尔莱特 | 亞軍   |
| 2014年 | 悉尼羽毛球國際賽             | 國際挑戰賽 | 混合雙打 | 杰米·苏班迪         | 準決賽 |
| 2014年 | 泛美洲羽毛球錦標賽           | 其他       | 混合團體 | －                  | 亞軍   |
| 2014年 | 泛美洲羽毛球錦標賽           | 其他       | 男子雙打 | 萨塔瓦特·庞拉尔莱特 | 亞軍   |
| 2014年 | 泛美洲羽毛球錦標賽           | 其他       | 混合雙打 | 杰米·苏班迪         | 亞軍   |
| 2014年 | 美國羽毛球國際賽             | 國際挑戰賽 | 混合雙打 | 杰米·苏班迪         | 亞軍   |
| 2014年 | 巴西羽毛球國際賽             | 國際挑戰賽 | 男子雙打 | 萨塔瓦特·庞拉尔莱特 | 準決賽 |
| 2014年 | 美國羽毛球大獎賽             | 大獎賽     | 男子雙打 | 萨塔瓦特·庞拉尔莱特 | 準決賽 |
| 2015年 | 南方共同市場羽毛球國際挑戰賽 | 國際挑戰賽 | 男子雙打 | 萨塔瓦特·庞拉尔莱特 | 亞軍   |
| 2015年 | 南方共同市場羽毛球國際挑戰賽 | 國際挑戰賽 | 混合雙打 | 杰米·苏班迪         | 冠軍   |
| 2015年 | 秘魯羽毛球國際賽             | 國際挑戰賽 | 混合雙打 | 杰米·苏班迪         | 準決賽 |
| 2015年 | 泛美運動會羽毛球比賽         | 其他       | 男子雙打 | 萨塔瓦特·庞拉尔莱特 | 金牌   |
| 2015年 | 泛美運動會羽毛球比賽         | 其他       | 混合雙打 | 杰米·苏班迪         | 金牌   |
| 2015年 | 危地馬拉羽毛球國際賽         | 國際挑戰賽 | 混合雙打 | 杰米·苏班迪         | 準決賽 |
| 2015年 | 雪梨羽毛球國際賽             | 國際挑戰賽 | 混合雙打 | 杰米·苏班迪         | 亞軍   |
| 2015年 | 智利羽毛球國際挑戰賽         | 國際挑戰賽 | 男子雙打 | 萨塔瓦特·庞拉尔莱特 | 亞軍   |
| 2015年 | 智利羽毛球國際挑戰賽         | 國際挑戰賽 | 混合雙打 | 杰米·苏班迪         | 冠軍   |
| 2015年 | 美國羽毛球大獎賽             | 大獎賽     | 混合雙打 | 杰米·苏班迪         | 準決賽 |
| 2016年 | 巴西羽毛球國際賽             | 國際系列賽 | 男子雙打 | 萨塔瓦特·庞拉尔莱特 | 準決賽 |
| 2016年 | 巴西羽毛球國際賽             | 國際系列賽 | 混合雙打 | 杰米·苏班迪         | 準決賽 |
| 2016年 | 大溪地羽毛球國際挑戰賽       | 國際挑戰賽 | 男子雙打 | 萨塔瓦特·庞拉尔莱特 | 亞軍   |
| 2016年 | 大溪地羽毛球國際挑戰賽       | 國際挑戰賽 | 混合雙打 | 杰米·苏班迪         | 亞軍   |
| 2017年 | 加勒比地區羽毛球聯合會公開賽 | 國際系列賽 | 男子雙打 | 周賴恩              | 亞軍   |
| 2017年 | 墨西哥羽毛球國際賽           | 國際系列賽 | 男子雙打 | 周賴恩              | 準決賽 |
| 2017年 | 危地馬拉羽毛球國際系列賽     | 國際系列賽 | 男子雙打 | 周賴恩              | 冠軍   |
| 2017年 | 危地馬拉羽毛球國際系列賽     | 國際系列賽 | 混合雙打 | 阿麗爾·李           | 準決賽 |
| 2017年 | 南方共同市場羽毛球國際系列賽 | 國際系列賽 | 男子雙打 | 周賴恩              | 準決賽 |
| 2018年 | 泛美洲羽毛球男女子團體錦標賽 | 其他       | 男子團體 | －                  | 亞軍   |
| 2018年 | 泛美洲羽毛球錦標賽           | 其他       | 男子雙打 | 周賴恩              | 亞軍   |
| 2018年 | 美國羽毛球國際挑戰賽         | 國際挑戰賽 | 男子雙打 | 周賴恩              | 亞軍   |
| 2019年 | 泛美洲羽毛球混合團體錦標賽   | 其他       | 混合團體 | －                  | 亞軍   |
| 2019年 | 泛美運動會羽毛球比賽         | 其他       | 男子雙打 | 周賴恩              | 銀牌   |
| 2020年 | 泛美洲羽毛球男女子團體錦標賽 | 其他       | 男子團體 | －                  | 季軍   |
| 2021年 | 泛美洲羽毛球錦標賽           | 其他       | 男子雙打 | 周賴恩              | 冠軍   |

| 2007-2017年 | 首要超級賽 | 超級賽 | 黃金大獎賽 | 大獎賽 | 國際挑戰賽 | 國際系列賽 | 未來系列賽 | 其他 |

| 2018-2026年 | 總決賽 | 超級1000賽 | 超級750賽 | 超級500賽 | 超級300賽 | 超級100賽 | 國際挑戰賽 | 國際系列賽 | 未來系列賽 | 其他 |

### 奧運會和世錦賽參賽紀錄
|          | 搭檔                | 2013 | 2014 | 2015 | 2016       | 2017 | 2018 | 2019 | 2020       |
| -------- | ------------------- | ---- | ---- | ---- | ---------- | ---- | ---- | ---- | ---------- |
| 男子雙打 | 萨塔瓦特·庞拉尔莱特 | 48強 | 48強 | 48強 | 小組第四名 | －   | －   | －   | －         |
| 男子雙打 | 周賴恩              | －   | －   | －   | －         | －   | 48強 | 32強 | 小組第四名 |
|          |                     |      |      |      |            |      |      |      |            |
| 混合雙打 | 杰米·苏班迪         | 48強 | 48強 | 48強 | 小組第四名 | －   | －   | －   | －         |